# Супса (река)
Су́пса (груз. სუფსა) — река в Грузии, впадает в Чёрное море.
Длина реки составляет 108 км. Площадь водосборного бассейна — 1130 км².
Начинается около горы Меписцкаро (высотой 2850 м) Месхетского хребта. Течёт в основном на запад по территории края Гурия в западной части страны. Впадает в море около Уреки.